# Pyrinia fletifera
Pyrinia fletifera là một loài bướm đêm trong họ Geometridae.